# 御影くんは帰りたい!
『御影くんは帰りたい!』（みかげくんはかえりたい）は、ミナヤマカエルによる日本の漫画作品。コミックスマートが運営するウェブコミック配信サイト『GANMA!』において、2018年9月29日から2022年6月18日まで隔週土曜日更新で連載された。また、単行本がKADOKAWAより刊行されている。
なお、当初タイトルは「ブラック企業へようこそ!」であったが連載中に現タイトルに変更された。

## あらすじ
ブラックな広告制作会社の新入社員・御影は同期の小日向や先輩社員などに振り回されつつ、ブラック企業での日常を送る。

## 登場人物
御影 宗一郎（みかげ そういちろう）
本作主人公。広告制作会社の新入社員。チョコレートが好物。11月19日生まれ。Ｂ型。身長170.2cm。
作中の広告会社には、特に理由もなく広告系で適当に探して入ったため多少は後悔してる。転職活動が面倒くさいので辞めたりはしない。仕事に関しては優秀であり、御影の休養時に会社がデスマーチ状態になることから普段多くの仕事を抱えていることが分かる。また、小日向ビルディング内で働いた際にも他の社員から非常に有能と思われていた。
当初小日向に対しては、密かに「ポジサイコ」とあだ名をつけたり「うざい」と心の中で呟いたり多少苦手意識を持っていたが、物語が進むにつれて小日向を気遣うようになる。
本作人気投票（男子）において第1位である。
小日向 陽（こひなた はる）
本作ヒロイン。3月3日生まれ。好きな食べ物はエビマヨおにぎり。特技は利きエビマヨ。好きなキャラクターはモケ太郎。
御影の同期の女子社員。いつでも明るくハイテンション、かつ超ポジティブな性格であり、御影から密かに「ポジサイコ」のあだ名をつけられている。
遊馬 悠大（あすま ゆうだい）
御影や小日向の先輩男性社員。軽い性格で、土下座をよくやる羽目になるトラブルメーカー。碓氷と高校が同じ。密かに碓氷に好意を抱いていた。
碓氷 睦（うすい むつみ）
御影や小日向の先輩女子社員。隠れドルオタ。小日向には優しい。遊馬と高校が同じ。
夜野月子（やのつきこ）
御影や小日向と同じ会社で働く先輩女性社員。基本的に不器用であり普段からネガティブな発言を繰り返していることから、小日向とは非常に対照的な存在である。御影より年下に見えるがこの会社8年目で、30歳である。
本作中第12話にて初登場。新人研修先でよそ見をしていた御影と偶然激突し、お互い倒れてしまう。その際自身の鼻血を気遣いハンカチをくれた御影に対して一目惚れし、それ以降御影に好意を持つようになった。
後書きでは、読者からのリクエストに応えチャイナドレスやバニーガールの格好を見せている。
本作人気投票（女子）において、第2位である。
隠岐紫信（おきしのぶ）
小日向善司の下で働く秘書。普段の業務に関しては非常に優秀であり、インターン時においても頼まれた作業をすべて一瞬でこなしてしまうことから、小日向からも有能だと思われている。
その反面、人の感情を理解するのが苦手であり、普段から感情の揺れ動きの多い少女漫画を読むことで人の感情を勉強している。特にも「とき♡めき・オフィスラブ」がお気に入りである。そのため御影が小日向に対して行った行動を、「ときラブ」内のシチュエーションと結び付けて評価している。
本作人気投票（女子）において、第4位である。

## コラボレート
2019年4月、同じ『GANMA!』作品である『山田くんとLv999の恋をする』と第18話の作中とあとがきでコラボした。
2021年4月にはネクライトーキーとコラボし、28日にコラボ漫画が『GANMA!』にて公開され、30日に「俺にとっちゃあ全部がクソに思えるよ」のコラボMVがネクライトーキーの公式YouTubeチャンネルにて公開された。

## 書誌情報
- ミナヤマカエル『御影くんは帰りたい!』KADOKAWA、既刊1巻（2022年6月18日現在）
  1. 2019年10月21日発売[7][1]、ISBN 978-4-04-064178-2